# No Way to Stop It
"No Way to Stop It" è una canzone tratta dal musical del 1959 di Rodgers e Hammerstein,  The Sound of Music, ma non compresa nel successivo film omonimo del 1965.

## Contesto
Il Capitano Von Trapp (Theodore Bikel nella prima) ha udito dire dell'approssimarsi dell'Anschluss, e sta formulando un sistema per evadere la presa del potere da parte dei nazisti. Nel corso della canzone, la Baronessa Elsa Schraeder (Marion Marlowe nella prima) e Max Detweiler (Kurt Kasznar nella prima) spiegano al Capitano che non c'è niente che lui possa fare per evitare l'invasione tedesca. Loro pensano che lui dovrebbe essere flessibile e far capire ai nazisti che sta dalla loro parte. Egli però rifiuta sdegnato il consiglio e la Baronessa decide di abbandonare la casa in cui era ospite del Capitano. Questa canzone è una svolta nella vita del Capitano Von Trapp, marcando il punto in cui egli rompe la sua relazione con Elsa (la Baronessa), e decide di stringere il rapporto con la giovane Maria.